# Олесь Санін

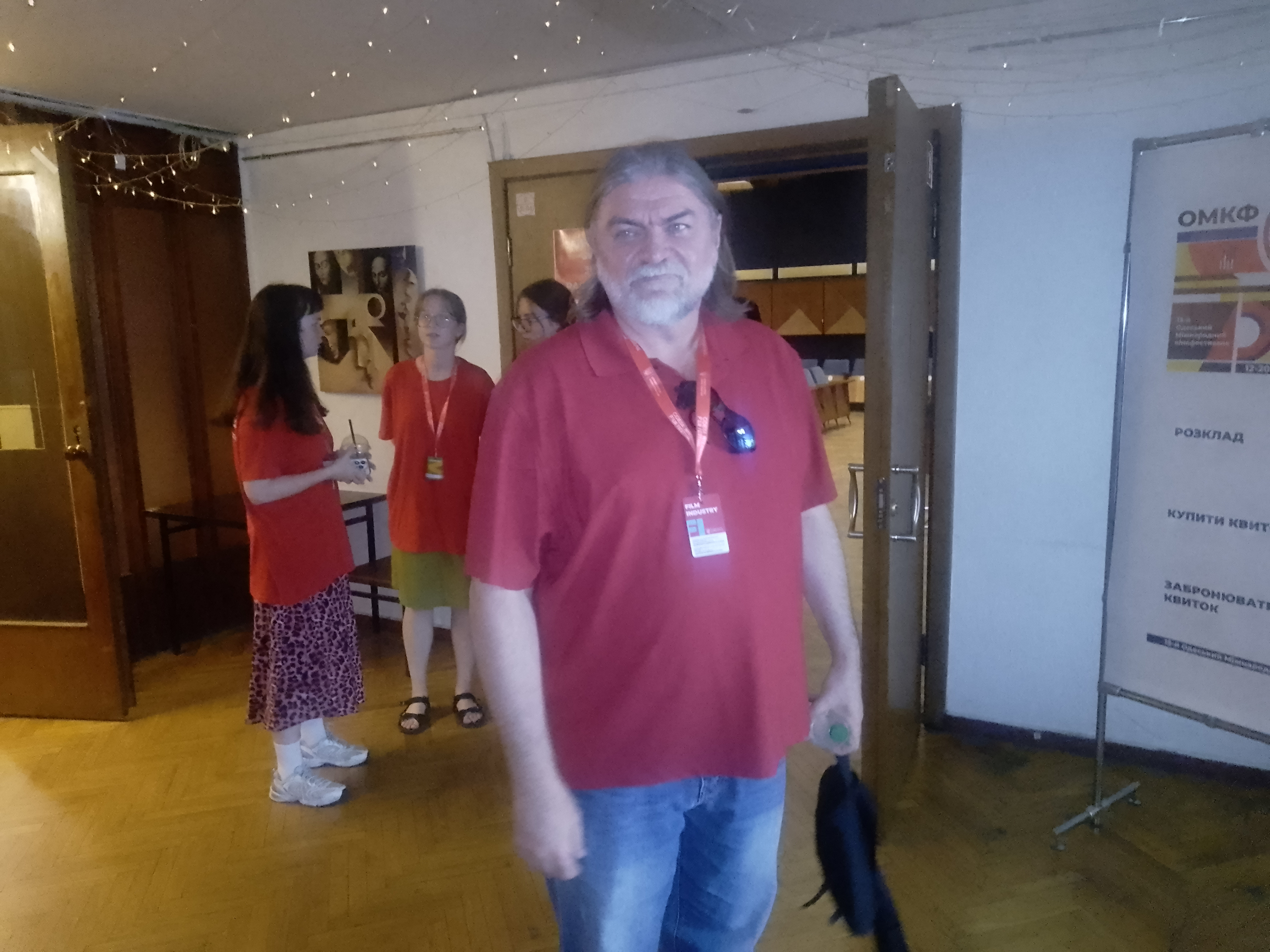
Олесь Санін на 15-му Одеському міжнародному кінофестивалі

Оле́сь Са́нін (повне ім'я Олександр Геннадійович Санін; нар. 30 липня 1972, Камінь-Каширський, Волинська область, Українська РСР, СРСР) — український кінорежисер, актор, оператор, продюсер, музикант і скульптор. Лауреат Державної премії України імені Олександра Довженка (2004). Народний артист України (2024). Лауреат Національної премії України імені Тараса Шевченка (2025). 

## Біографія
Народився у місті Камінь-Каширський Волинської області. Випускник Луцької гімназії № 4 імені Модеста Левицького (на час випуску — школа-гімназія № 4). Закінчив Київський державний інститут театрального мистецтва ім. І. Карпенка-Карого, 1993 року — акторське відділення (майстерня Валентини Зимньої), 1998 — курс режисури ігрового фільму (майстерня Леоніда Осики).
Проходив стажування в Голландії та США.
Від 1994 до 2000 — режисер, оператор, керівник департаменту фільмів і телепроєктів в українському представництві міжнародної корпорації Internews Network. Продюсер кількох десятків документальних фільмів (виробництво Internews Network, Canal +, Канал 1+1, НТВ, ТНТ, POLSAT, DALAS studio, IKON, PRO Helvecia тощо).
Оператор кількох документальних стрічок. Режисер низки документальних й ігрових короткометражних фільмів.
Лауреат Державної премії України імені Олександра Довженка за фільм «Мамай» (2003), «Срібної медалі» Академії мистецтв України, «Срібної медалі» ім. Братів Люм'єр.
Був режисером візитівок Пісенного конкурсу Євробачення 2005, що проходило в Києві.
Олесь Санін грає на бандурі, торбані, колісній лірі та продовжує волинську лірницьку традицію. Деякий час виготовляв музичні інструменти, успадкувавши ремесло від діда. Під псевдонімом Олесь Смик входить до Київського кобзарського цеху.

## Фільмографія
Режисер
Художнє кіно (повнометражне)
- 2003 — Мамай (режисер, автор сценарію, актор)
- 2013 — Поводир (режисер, сценарист)
- 2023 — Довбуш (режисер)

Художнє кіно (короткометражне)
- 2018 — Анна (режисер, сценарист)

Документальне кіно
- 1994 — Матінка Надія
- 1994 — Буря
- 1995 — Зимно
- 1996 — Пустинь
- 1998 — Танок моржа (у співавторстві з ?)
- 1999 — Нація. Лемки
- 1999 — Нація. Євреї
- 1999 — Гріх
- 2000 — Різдво, або як гуцули кінця світу чекали
- 2001 — Акварель
- 2005 — День сьомий
- 2008 — Перебіжчик / The Defector (у співавторстві з Марком Харрісом[en], не значиться у титрах)[5]
- 2017 — Переломний момент: Війна за демократію в Україні / Breaking Point: The War for Democracy in Ukraine (у співавторстві з Марком Харрісом[en])

Актор
- 1995 — Атентат — Осіннє вбивство у Мюнхені (актор)

## Відзнаки
Фільм «Довбуш» режисера Олеся Саніна здобув гран-прі Українського міжнародного кінофестивалю у Великій Британії «ПТАХ»(2024).

## Державні нагороди
- Державна премія України імені Олександра Довженка 2004 року — за визначний творчий внесок у створення повнометражного художнього фільму «Мамай» (у складі колективу)[7].
- Заслужений артист України (23 серпня 2014) — за значний особистий внесок у державне будівництво, соціально-економічний, науково-технічний, культурно-освітній розвиток України, вагомі трудові здобутки та високий професіоналізм[8].
- Народний артист України (13 вересня 2024) — за значний особистий внесок у розвиток кіномистецтва, вагомі творчі здобутки, високу професійну майстерність та з нагоди Дня українського кіно[9]

## Громадська позиція
У червні 2018 підтримав ув'язненого у Росії українського режисера Олега Сенцова.